# Let's Get Tough!
Let's Get Tough! (Brasil: Os Anjos Contra o Dragão ) é um filme de comédia norte-americano de 1942 e o nono filme da série East Side Kids, estrelando Leo Gorcey (como Muggs), Huntz Hall (como Glimpy), Bobby Jordan (como Danny) e Robert Armstrong (como "Pops" o Cop). Lançado no início de 1942, foi dirigido por Wallace Fox.

## Elenco e características

### The East Side Kids
- Leo Gorcey ... Muggs
- Bobby Jordan ... Danny Connors
- Huntz Hall ... Glimpy
- David Gorcey ... Peewee
- Sunshine Sammy Morrisson ... Scruno
- Bobby Stone ... Skinny

### Elenco adicional
- Gabriel Dell ... Fritz Heinbach
- Tom Brown ... Phil Connors
- Florence Rice ... Nora Stevens
- Robert Armstrong
- Sam Bernard ... Heinback Sr.
- Philip Ahn ... Joe Matsui
- Jerry Bergen ... Mestre de música